# Jadwiga Jędrzejowska
Jadwiga Jędrzejowska (Cracóvia, 15 de outubro de 1912 - 28 de fevereiro de 1980) foi uma tenista polaca. Ela ganhou um torneio de duplas do Aberto da França. 